# Rap Redimi2: Las cosas que nunca dije
Rap Redimi2: Las cosas que nunca dije es el primer mixtape del cantante dominicano de música cristiana Redimi2.

## Lista de canciones
| N.º | Título                     | Duración |  |
| 1.  | «Intro Soy Yo»             | 4:04     |  |
| 2.  | «Si He De Morir»           | 3:25     |  |
| 3.  | «Se Acabó»                 | 3:58     |  |
| 4.  | «Seguiré Luchando»         | 3:25     |  |
| 5.  | «Cantante Cristiano I»     | 4:35     |  |
| 6.  | «Tiempos Mejores»          | 4:19     |  |
| 7.  | «Rap Redimi2 II»           | 3:06     |  |
| 8.  | «60 Líneas Al Internet»    | 2:58     |  |
| 9.  | «Nueva Vida»               | 3:21     |  |
| 10. | «En Victoria»              | 3:16     |  |
| 11. | «La Intención Del Corazón» | 4:35     |  |
| 12. | «No Quiero Ser»            | 3:02     |  |